# Prison de Badouch
La prison de Badouch (arabe : سجن بادوش, Sijn Bādūsh) est une ancienne prison irakienne « hautement sécurisée », située à proximité de la localité de Badouch, à une quinzaine de kilomètres au nord-ouest de Mossoul. Active des années 1980 à 2014, elle est, pendant cette période, la deuxième plus grande prison d'Irak derrière celle d'Abou Ghraïb.

## Histoire
La construction de la prison commence en 1979 et s'achève en 1986. Elle porte successivement les noms officiels de « maison de correction pour adultes de Mossoul » (1982-2003), « centre correctionnel régional de Mossoul » (2003-2011), « prison centrale de Mossoul » (2011-2012) et « prison centrale de Badouch » (2012-2014).
Le 9 décembre 2006, le demi-neveu de Saddam Hussein, Ayman Sabawi Ibrahim (en), s'évade de la prison avec l'aide d'un surveillant, le lieutenant Khalil Dhanoun. À la suite de cet incident, le directeur de la prison et son adjoint sont arrêtés pour négligence.
Le 6 mars 2007, des hommes armés parviennent à libérer environ 150 prisonniers, dont Abou Maïssara al-Iraqi, le porte-parole d'Al-Qaïda en Irak, et Peter Cherif, mentor des auteurs de l'attentat contre Charlie Hebdo en janvier 2015.
Le 10 juin 2014, l'État islamique en Irak et au Levant prend le contrôle de la prison et libère plus de 1 400 détenus sunnites,. Entre 583 et plus d'un millier de détenus chiites sont quant à eux massacrés,.
Sous l'État islamique, la prison sert brièvement à détenir des chiites, des Yézidis, des Kurdes et des ouvriers du bâtiment indiens (dont les cadavres sont retrouvés dans un charnier à proximité en 2018),,, avant d'être vidée de ses occupants et détruite à l'explosif le 26 novembre 2014. 